# Elwood (Illinois)
Elwood es una villa ubicada en el condado de Will en el estado estadounidense de Illinois. En el Censo de 2010 tenía una población de 2279 habitantes y una densidad poblacional de 134,79 personas por km².

## Geografía
Elwood se encuentra ubicada en las coordenadas 41°24′26″N 88°7′38″O / 41.40722, -88.12722. Según la Oficina del Censo de los Estados Unidos, Elwood tiene una superficie total de 16.91 km², de la cual 16.91 km² corresponden a tierra firme y (0%) 0 km² es agua.

## Demografía
Según el censo de 2010, había 2279 personas residiendo en Elwood. La densidad de población era de 134,79 hab./km². De los 2279 habitantes, Elwood estaba compuesto por el 94.87% blancos, el 1.49% eran afroamericanos, el 0.13% eran amerindios, el 0.48% eran asiáticos, el 0% eran isleños del Pacífico, el 2.24% eran de otras razas y el 0.79% pertenecían a dos o más razas. Del total de la población el 6.32% eran hispanos o latinos de cualquier raza.